# كاثلين أتكينسون
كاثلين أتكينسون (بالإنجليزية: Kathleen Atkinson)‏ مواليد 1875 - وفيات 1957 ، كانت لاعبة كرة مضرب أمريكية. كما أنها إحدى بطلات الجراند سلام. فازت مع أختها (جولييت أتكينسون) ببطولة أمريكا المفتوحة للتنس مرتين.

## النهائيات

### الزوجي اللقب
| التاريخ | المسابقة                    | الأرضية | الشريك          | المنافس                    | النتيجة            |
| 1897    | بطولة أمريكا المفتوحة للتنس | عشبية   | جولييت أتكينسون | إف إدواردز إليزابيث راستول | 6–2, 6–1, 6–1      |
| 1898    | بطولة أمريكا المفتوحة للتنس | عشبية   | جولييت أتكينسون | ماري ويمر كاري نيلي        | 6–1, 2–6, 4–6, 6–1 |